# Wilder, Idaho
Wilder är en ort i Canyon County i den amerikanska delstaten Idaho med en yta av 1 km² och en folkmängd som uppgår i 1 486 invånare (2009). 77,8 procent av invånarna är av spansk eller latinamerikansk (Hispanic) härkomst.

## Kända personer från Wilder
- Phil Batt, politiker, guvernör i Idaho 1995–1999